# Cyborg
Der Begriff Cyborg bezeichnet ein Mischwesen aus biologischem Organismus und Maschine. Zumeist werden damit Menschen beschrieben, deren Körper, bis auf das Gehirn, dauerhaft durch maschinelle Bauteile ergänzt werden. Der Name ist ein Akronym, abgeleitet vom englischen cybernetic organism („kybernetischer Organismus“). Da Cyborgs technisch veränderte biologische Lebensformen sind, sollten sie nicht mit Androiden oder anderen Robotern verwechselt werden.

## Begriffsherkunft
Der Begriff stammt aus dem Kontext der Raumfahrt. Der österreichisch-australische Wissenschaftler Manfred Clynes und der US-amerikanische Mediziner Nathan S. Kline verwendeten den Begriff in einem gemeinsamen Aufsatz in den 1960er Jahren das erste Mal.
Sie schlugen die technische Anpassung des Menschen an die Umweltbedingungen des Weltraums vor, als Alternative zur Schaffung einer künstlichen erdähnlichen Atmosphäre innerhalb von Raumschiffen. Ausgangspunkt dieser Überlegungen ist die natürliche Evolution, die hier als fortschreitende Anpassung der Lebewesen an neue Umweltbedingungen verstanden wird. Mit Hilfe von biochemischen, physiologischen und elektronischen Modifikationen sollten Menschen als „selbstregulierende Mensch-Maschinen-Systeme“ im Weltraum überlebensfähig sein.
Die grundsätzliche Idee, technologische bzw. künstlich hergestellte funktionale Bestandteile in organische Systeme einzufügen, ist allerdings wesentlich älter als der Begriff Cyborg. So kann z. B. von einem Zusammenhang zwischen dem Zeitalter der Aufklärung und der „Prothetisierung der Welt“ (Bernd Flessner) gesprochen werden. Auch in der Science-Fiction finden sich Cyborgphantasien schon, bevor der Begriff geprägt wurde.

## Cyborgs in der Gesellschaft
In der modernen Biotechnologie gibt es Bestrebungen, biologische „Elemente“ (in diesem Fall Menschen) mit technischen Elementen zu verbinden. Dieser technische Bereich wird als Bioelektronik bezeichnet. Im medizinischen Kontext ist die Verwendung komplexer binnenkörperlicher Technologie nichts Neues mehr. Menschen mit technischen Implantaten wie Herzschrittmachern, künstlichen Gliedmaßen, komplexen Prothesen oder Implantaten in Ohr und Auge (Cochlea- bzw. Retina-Implantate) sind dem Begriff nach bereits Cyborgs. „Ungefähr 10 Prozent der aktuellen Bevölkerung der USA sind vermutlich im technischen Sinn "Cyborgs"“, schrieb N. Katherine Hayles 1995 im Cyborg Handbook.

### Problematik des Begriffs
Es gibt unterschiedliche Vorstellungen über die Bedeutung des Begriffs. Nach Ansicht des Philosophen Walther Christoph Zimmerli stellt der moderne Mensch generell ein Wesen dar, das in einer symbiotischen Verbindung mit der ihn umgebenden Technik lebt. Er sei demnach „Teil eines solchen Mensch-Maschine-Komplexes“. Entsprechend wäre ein Cyborg bereits eine Person, die sich mit Technik umgibt, etwa in einem Auto sitzt oder auch nur eine Brille trägt. Gerade hier aber ist strittig, wie der Begriff „Cyborg“ verwendet werden solle. Ist er ein Synonym für „den Menschen“ als ein anthropologisch unhintergehbar auf Technologie verwiesenes Wesen im Sinne Arnold Gehlens oder Helmuth Plessners? Oder soll der Begriff für solche Verbindungen von Leib und Technologie reserviert werden, bei denen, wie zum Beispiel Dierk Spreen meint, „Technologie unter die Haut“ geht? Um dies zu verdeutlichen, hat Spreen das sogenannte „Reglermodell“ vorgeschlagen, wonach sich die „Technisierung des Körpers wie ein Regler auf einer Skala zwischen lowtech body und hightech body verschieben lässt.“ Demnach ist der „hightech body“ ein Cyborg mit einem organisch-technologischen Leib. Dagegen ist der „lowtech body“ von Technologie und Medien lediglich umgeben. Der Autor weist mit dem Modell allerdings auch auf die Bezüge zwischen der technischen und medialen Durchdringung der Soziosphäre, die ja auch schon sehr körpernah sein kann (MP3-Player, Smartphones, Notebooks usw.), und der technischen Durchdringung des menschlichen Leibes in der modernen Medienkultur hin.
Gewinnt man kein Differenzkriterium, würde das Wort „Cyborg“ nichts bedeuten, was nicht bereits im anthropologischen Begriff „des Menschen“ als konstitutiv technischem Wesen aufgehoben wäre. Aufgrund seines spezifischen, durch die Philosophische Anthropologie hervorgehobenen weltoffenen Wesens kommt der Mensch als solcher „um die Möglichkeit des Umbaus seiner eigenen Physis, seiner Positionalität, nicht umhin, von der Eugenik bis zur individuellen Euplastik.“ Vor diesem Hintergrund erscheint es sinnvoll, den Begriff „Cyborg“ für bestimmte Formen des Verhältnisses von Körper und Technik zu reservieren, nämlich solche, in denen sich Organisches und Technisches zu einer hybriden Lebensform verbinden. „Menschliche Cyborgs“ (Chris Hables Gray, Dierk Spreen) wären dann in diesem Sinne hybride Menschen.
In einer solchen Sichtweise verbindet sich der Begriff des Cyborgs nicht automatisch mit Vorstellungen einer post- oder gar transhumanen Gesellschaft. Transhumanisten befassen sich mit Prognosen und Ideen über die Zeit „nach dem Menschen“. So schreibt der Transhumanist Max More: „Wir können höhere Gipfel erklimmen, wenn wir nur unsere Intelligenz, unsere Entschlossenheit und unseren Optimismus dafür einsetzen, die menschliche Puppe zu durchstoßen. Die Evolution hat trotz unserer Bemühungen unser Verhalten in bestimmte Richtungen geleitet, die in unser Gehirn eingearbeitet sind. Unsere Körper und Gehirne beschränken unsere Kapazitäten.“ Für More sind Cyborgs Ausdruck einer neuen Evolution, die vom „biologischen Menschen zu posthumanen Wesen“ führt. Daher seien die Implikationen der Rede von „menschlichen Cyborgs“ nicht unstrittig.
Verwendet man aber den Begriff „Cyborg“ im eingeschränkten Sinne, d. h. nach dem „Unter-die-Haut-Kriterium“, kann er nicht mehr umstandslos auf jede körpernahe Technologie angewendet werden. Sinnvoller ist es, ihn als Problematisierungsdiskurs zu verstehen, der die zunehmende Relevanz von binnenleiblicher Technologie und die damit einhergehende Vermischung von Künstlichem und Natürlichem sichtbar macht. Die amerikanische Feministin Donna Haraway etwa weist darauf hin, dass Cyborgtechnologie auch die patriarchalen und herrschaftlichen Codes der symbolischen Ordnung durcheinanderbringt und dadurch Emanzipationschancen eröffnet. Auch das nun zunehmend denkbare „Upgraden des Körpers zur Verbesserung oder Überwindung seiner natürlichen Eigenschaften“ (Christoph Keller) eröffnet Problematisierungen. Hinzu kommt, dass das cyborgisierte Individuum sich „ständig mit seinen inneren Technikfolgen konfrontiert [sieht], da sich Schnittstellenprobleme nicht vermeiden lassen und die Anbindung an außerkörperliche Wissens- und Kontrollinstitutionen für diese Technologien charakteristisch ist.“
Solche Fragestellungen fallen in den Bereich der „Cyborg-Anthropologie“. Dies bezeichnet ein Forschungsprojekt der American Anthropological Association (AAA), das im Dezember 1992 in San Francisco aus der Taufe gehoben wurde. Hauptziel der Cyborg-Anthropologie ist es, “to study ethnographically the boundaries between human and machines that are specific to late twentieth century societies.” Dieses Projekt verstand sich um das Jahr 1995 als „a serious challenge to the human-centered foundations of anthropological discourse“ und suchte Anschlüsse an die Science and Technology Studies (STS) und an feministische Untersuchungen.

### Cyborg-Geschlechter im Gender-Diskurs
Nach der Auffassung Donna Haraways eröffnet die Cyborgisierung Emanzipationschancen, weil Cyborgs aus dem üblichen Kategoriedenken herausfallen. Ein Cyborg sei „von Natur aus“ weder männlich noch weiblich, und doch wieder beides. Cyborgs könnten nicht ohne weiteres einer Kategorie, einer Lebensform und -art, zugeordnet werden. Aufgrund dieser Eigenschaften werden Cyborgs gerne im Problematisierungsdiskurs als Veranschaulichung genommen, um darzustellen, dass es kein streng weibliches und männliches Verhalten oder gar Wesen gebe. Sie zeigten, dass zum Beispiel Geschlechterrollen durchwegs konstruiert seien und dass Eigenschaften des vermeintlich anderen Geschlechts auch auf das eigene zutreffen und gelebt werden dürften, ohne zum Tabu zu werden.
Beispiele dafür findet man unter anderem in der feministischen Science-Fiction-Literatur. Stellvertretend hierfür sei Er, Sie und Es von Marge Piercy erwähnt. In dem Roman kommen unter anderem zwei Cyborgs vor. Ein künstlich geschaffener, äußerlich männlicher Cyborg (genau genommen also ein Android) sowie eine zum Cyborg operierte Frau. Das Interessante an diesen beiden Charakteren ist, dass der männliche Cyborg zwar einen ebenfalls männlichen Konstrukteur hat, menschliche Eigenschaften aber vorrangig von zwei Frauen programmiert, bzw. beigebracht, bekommt und dadurch sehr viele weiblich attributierte Züge wie z. B. Sensibilität und Geduld aufweist. Der weibliche Gegenpart wiederum verhält sich aufgrund der Lebensumstände sehr männlich. Sie ist wortkarg, ein Einzelgänger, sowie zielgerichtet und zeigt wenig Emotionen. Ein geschlechterspezifisches Verhalten lässt sich nicht mehr eindeutig zuordnen und die Grenzen zwischen Mann und Frau verschwimmen. Die zwei Kernaussagen des Romans sowie in Bezug auf Cyborgs und feministischer Theorie sind, dass Menschen beigebracht werde, sich entsprechend dem äußerlichen Geschlecht zu verhalten, und dass das augenscheinliche Geschlecht nicht zwangsweise das Verhalten bestimme und etwas über das gelebte sowie gefühlte Geschlecht aussage.
Vor dem Hintergrund der Emanzipationschancen thematisiert Haraway kritisch die Möglichkeit, Cyborgs in die „Informatik der Herrschaft“ einzubinden. Die Reformulierung von Körper und Selbst in Begriffen der Information eröffne auch neue Chancen der Kontrolle und Verwertung: „Jedes beliebige Objekt und jede Person kann auf angemessene Weise unter der Perspektive von Zerlegung und Rekombination betrachtet werden, keine ‚natürlichen‘ Architekturen beschränken die mögliche Gestaltung des Systems.“ Mit anderen Worten: Cyborgs können auch im Sinne des militärisch-industriellen Komplexes „kodiert“ werden; sie können auch so „geschrieben“ werden, dass sie bestehende Herrschaftsstrukturen und Geschlechterrollen verstärken. Anne Balsamo betont in ihren Analysen der popkulturellen Cyborgbilder und -praxen gerade diesen Aspekt.

## Cyborgs in der Populärkultur
Mitunter werden Cyborgs in der Populärkultur nicht immer klar von Androiden unterschieden, obwohl Androide – ebenso wie Humanoide – im Gegensatz zu Cyborgs überhaupt keine menschlichen Anteile haben. Androide oder Gynoide sind vollständig synthetisch bzw. komplett künstlich, obwohl viele von ihnen (alle Androiden und einige Humanoide) sowohl menschlich aussehen als auch menschlich agieren können.

### Romane und Comics
- Appleseed (Manga, auch als Zeichentrickfilm umgesetzt): Briareos, der Held der Geschichte, wird in einem Gefecht so stark verletzt, dass als letzte Option sein Gehirn in einen mechanischen Körper verpflanzt wird.
- Battle Angel Alita: Manga, in dem kybernetische Körper für Soldaten und Kampfsportler hergestellt werden.
- Berserker (SF-Romanserie) von Fred Saberhagen: Hier kommen Raumschiffe mit menschlichem Gehirn vor.
- Cyborg 009: Manga, der von neun Cyborgs handelt, die um ihre Freiheit kämpfen.
- The Delerict: Kurzgeschichte von William Hope Hodgson, in der eine menschenverschlingende Lebensform eine Symbiose mit einem Segelschiff eingegangen ist. Wurde als 53. Folge der Hörspielreihe "Gruselkabinett" unter dem Titel "Die Herrenlose" adaptiert.
- Der Letzte seiner Art: Roman von Andreas Eschbach, bei dem es sich um das Leben eines Cyborgs dreht.
- Eden – It’s an Endless World!: Die Manga-Serie spielt in der nahen Zukunft, nachdem eine Pandemie 15 % der Erdbevölkerung getötet hat. Hier tauchen zahlreiche Hybriden auf.
- Ghost in the Shell: Manga und Anime, in dem die Hauptfiguren, aber auch viele andere Figuren Cyborgs sind, was sich teilweise auch auf ihr Gehirn erstreckt (Cyberbrain).
- Gunslinger Girl: Eine Manga-Serie, die die Erlebnisse einer Gruppe junger Mädchen schildert, die in Cyborgs umgewandelt und zu Killerinnen ausgebildet werden.
- Neuromancer-Trilogie und Johnny Mnemonic von William Gibson: Science-Fiction-Romane in dem einige der Hauptpersonen Cyborgs sind. Die Romane prägten die Idee des Cyberspace.
- Perry-Rhodan-Serie: Cyborgs sind zum Beispiel die Posbis, d. h. Positronisch-biologische Roboter mit biologischem Anteil, also eine Umkehrung des Konzeptes.
- Spider-Mans Gegner Dr. Octopus ist biomechanisch mit vier Metalltentakeln ausgestattet.
- Superman: Killer-Cyborg, ein Widersacher des Superhelden.
- Teen Titans (Comicserie des Verlags DC Comics): Das Mitglied Victor Stone ist ein Cyborg und trägt auch als Superheld den Decknamen Cyborg.
- Warhammer 40.000 (Tabletop-Strategie-Spiel und Taschenbuchserie): Bionische Implantate und sogenannte Servitoren (Verbrecher die als Strafe zu biotechnischen Dienern umoperiert wurden), das Adeptus Mechanicus oder der Orden der Iron Hands, in deren Rängen eine immer stärkere Durchmischung des Körpers mit bionischen Implantaten angestrebt wird.

Diese Liste ist weit davon entfernt, vollständig zu sein – insbesondere was die Vielzahl von Science-Fiction-Romanen angeht, in denen Cyborgs vorkommen oder die Technisierung des Körpers thematisiert wird.

### Film und Fernsehen

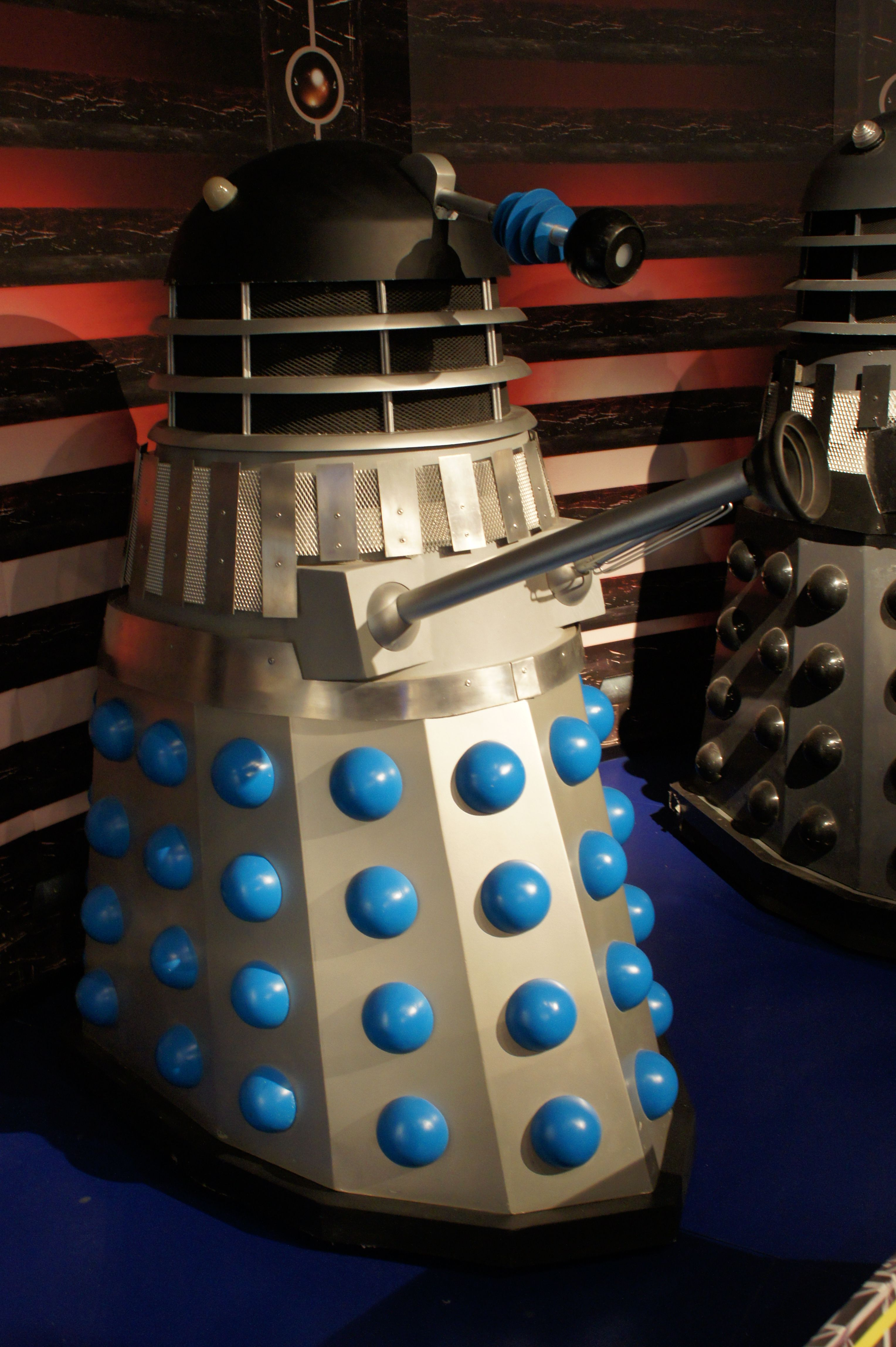
Dalek aus Doctor Who

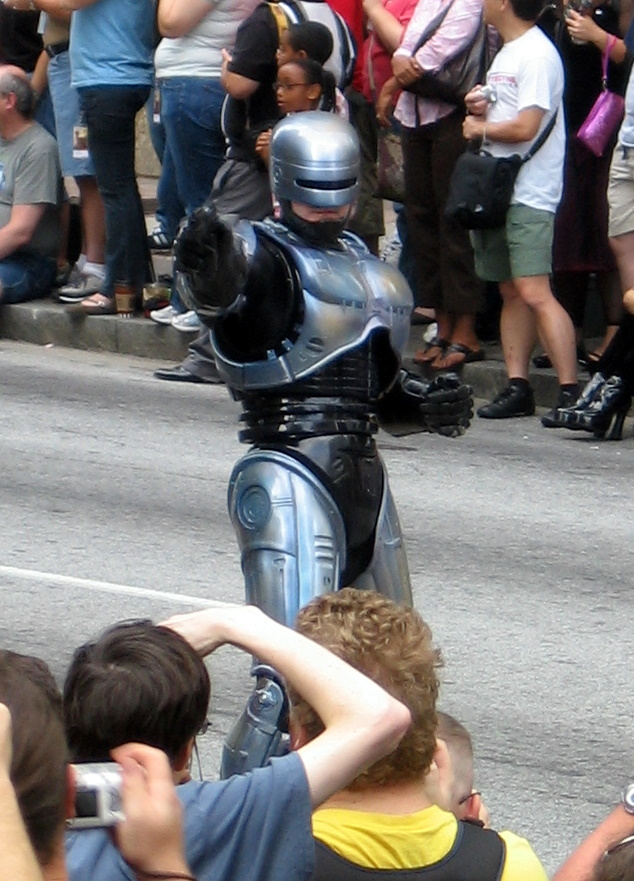
RoboCop-Darsteller

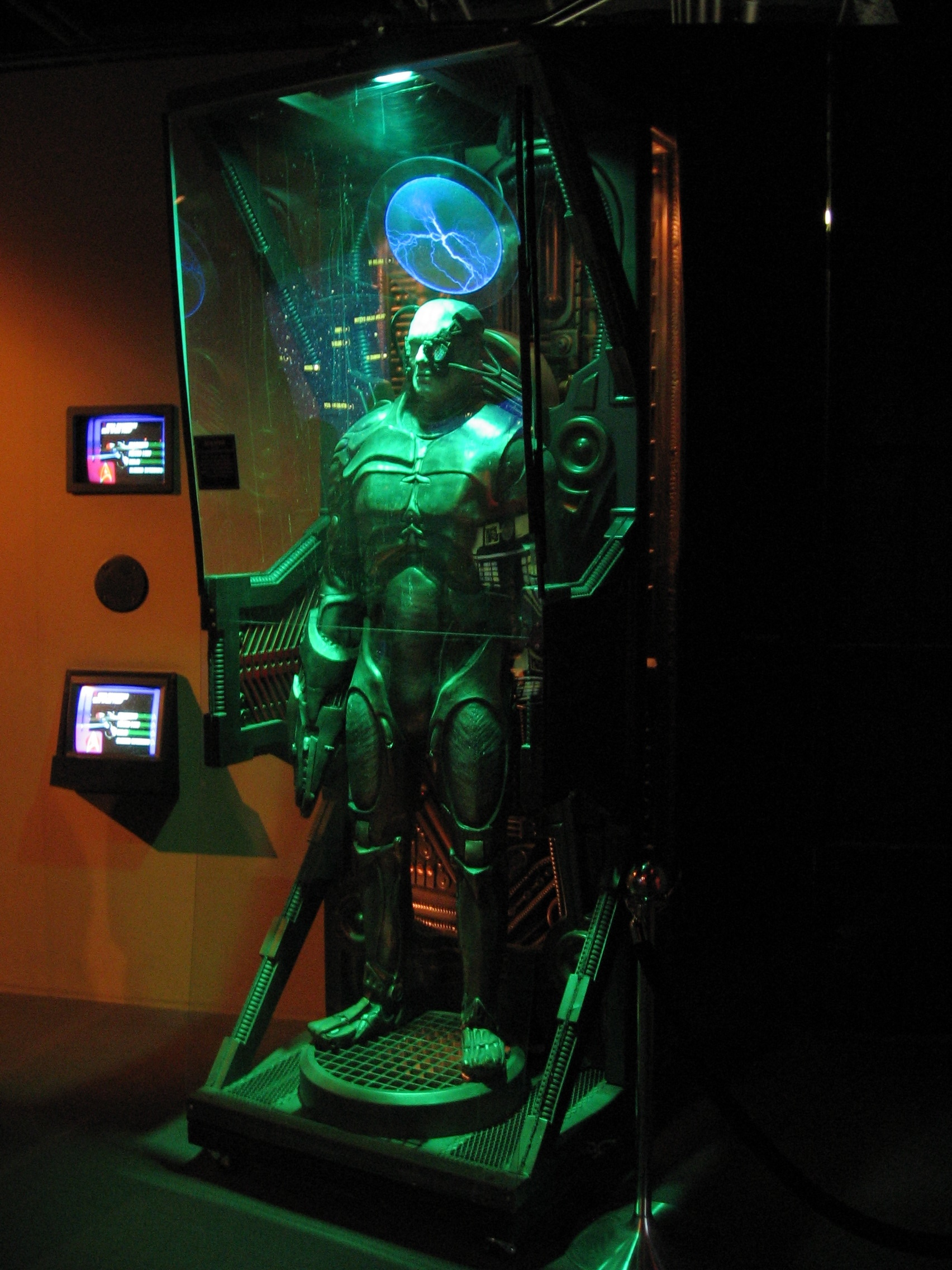
Borg-Drohne in einem Alkoven (Aufladestation) (Star Trek)

| Jahr      | Land       | Titel                                        | Genre, Cyborg |
| --------- | ---------- | -------------------------------------------- | --- |
| 1958      | MEX        | Die Azteken-Mumie gegen den Menschen-Roboter | Horrorfilm |
| 1962      | USA        | James Bond – 007 jagt Dr. No                 | Agentenfilm; Dr. No                                                                                                 |
| 1963–2023 | GB         | Doctor Who                                   | Fernsehserie; Cybermen bzw. Daleks, oktopusähnliche Mutanten vom Planeten Skaro                                     |
| 1966      | USA        | Cyborg 2087                                  | Science-Fiction-Film                                                                                                |
| 1973–78   | USA        | Der Sechs-Millionen-Dollar-Mann              | Fernsehserie; Steve Austin                                                                                          |
| 1978–79   | JAP        | Captain Future                               | Animeserie; Prof. Simon Wright                                                                                      |
| 1983–86   | USA/CAN/FR | Inspektor Gadget                             | Zeichentrickserie; Inspektor Gadget                                                                                 |
| 1986–89   | JAP        | Dragon Ball                                  | Animeserie |
| 1987      | USA        | RoboCop                                      | Science-Fiction-Film; Alex Murphy, im Dienst getöteter Polizist, kommt als Cyborg erneut zum Einsatz                |
| 1989      | USA        | Cyborg                                       | Cyberpunk Endzeitfilm                                                                                               |
| 1989–96   | JAP        | Dragon Ball Z                                | Animeserie; C17 & C18 u. a.                                                                                         |
| 1992      | USA        | Universal Soldier                            | Science-Fiction-Film; GR13, GR44 u. a.                                                                              |
| 1993      | USA/DK     | Nemesis                                      | Science-Fiction-Film; Alex Rain arbeitet 2027 als Profikiller für das Los Angeles Police Departement                |
| 1993–1998 | USA        | Babylon 5                                    | Science-Fiction-Fernsehserie in der die Raumschiffe der Schatten menschliche Steuergehirne haben                    |
| 1994–97   | JAP        | Gargoyles                                    | Zeichentrickserie; Coldstone                                                                                        |
| 1995      | JAP        | Ghost in the Shell                           | Animefilm |
| 1999      | USA        | Virus – Schiff ohne Wiederkehr               | Horror-Thriller |
| 2002      | USA        | Der Schatzplanet                             | Zeichentrickfilm, freie Adaption von Robert Louis Stevensons Die Schatzinsel                                        |
| 2004      | USA/GER    | I, Robot                                     | Science-Fiction-Film; Del Spooner                                                                                   |
| 2004–08   | CAN/USA    | Stargate Atlantis                            | Fernsehserie; Die Daedalus-Variationen (feindliche Rasse eines anderen Universums)                                  |
| 2006      | KOR        | I’m a Cyborg, But That’s OK                  | romantische Komödie                                                                                                 |
| 2025      | USA        | Murderbot                                    | Pay-TV Science-Fiction Fernsehserie, Apple TV+; basierend auf den SF Romanen The Murderbot Diaries von Martha Wells |

#### Cyborgs in mehrfach verfilmten Parallelwelten
| Jahr    | Land          | Titel     | Genre, Cyborg                                                         |
| ------- | ------------- | --------- | --------------------------------------------------------------------- |
| ab 1933 | USA etc.      | King Kong | Von den Außerirdischen aufgerüsteter King Kong                        |
| ab 1954 | JAP, USA etc. | Godzilla  | Gigan u. a.                                                           |
| ab 1966 | USA           | Star Trek | Die Borg, außerirdische Macht div. kybernetisch assimilierter Spezies |
| ab 1977 | USA           | Star Wars | Star-Wars-Reihe: Darth Vader, General Grievous u. a.                  |

#### Sonderfall Terminator
Die in den Filmen Terminator (1984), Terminator 2 – Tag der Abrechnung (1991) und Terminator 3 – Rebellion der Maschinen (2003) von Arnold Schwarzenegger verkörperten Terminatoren vom Modell T-800 beziehungsweise in Terminator 3 T-X werden in den Filmen als Cyborgs bezeichnet, weil sie auch aus organischem Material bestehen, um Menschen besser täuschen zu können. Da es sich bei den Terminatoren aber um rein künstliche Intelligenzen handelt, die nie Menschen bzw. organische Lebewesen waren, wäre eigentlich die Bezeichnung Androide zutreffender, da diese ebenfalls keine menschlichen Anteile enthalten. In Terminator: Die Erlösung gibt es einen Terminator, der ein Cyborg ist, und in Terminator: Genisys ist John Connor selbst ein Cyborg.

### Computerspiele
- In Bioforge (1995) erwacht der Held unfreiwillig als Cyborg und versucht im weiteren Verlauf des Spiels, sich über seinen Zustand Klarheit zu verschaffen.
- In Crysis 2 verwächst der Protagonist Alcatraz im Laufe der Handlung mit seinem Kampfanzug, dem sog. „Nanosuit“.
- In Deus Ex: Human Revolution werden ethische Fragen, die durch Humanaugmentierung auftreten, als zentrale Thematik behandelt.[16]
- In Deus Ex und Project Snowblind kann der Spieler mit diversen Implantaten (z. B. Sichtverbesserung, Reflexboost, Schilde, EMP-Stoß) seinen bereits kybernisierten Körper weiter aufrüsten.
- In EVE Online sind Implantate, ähnlich wie in Deus Ex, ein wichtiges Spielelement, um den eigenen Charakter durch Attributsverbesserungen, Prozentuale Schiffs- und Waffenboni zu verbessern.
- In der Spieleserie Fallout gibt es seit dem ersten Teil mit den Robobrains (Robohirne) von einem menschlichen Gehirn gesteuerte gegnerische Roboter.[17]
- In Halo – Kampf um die Zukunft übernimmt der Spieler die Rolle des „Master Chief“, eines der letzten überlebenden Cyborg-Supersoldaten eines Forschungsprojekts zur Verteidigung der Menschheit gegen außerirdische Gegner.
- In der Homeworld-Reihe wird die junge Neurowissenschaftlerin Karan Sjet (bzw. ihr Gehirn) als Kern des Mutterschiffs und der Flotte eingesetzt, im zweiten Teil ist sie auch Kern der Stolz von Hiigara.
- In Metal Gear Solid wird Gray Fox und später Raiden manchmal als Cyborg Ninja bezeichnet. Obwohl er ein Exoskelett trägt, kann er trotzdem als Cyborg bezeichnet werden, da er ohne diese nicht lebensfähig ist.
- In Mortal Kombat sind die Kämpfer Sektor, Cyrax und Smoke Auftragsmörder des Lin-Kuei-Klans, die in Cyborgs umgewandelt wurden.
- In der Quake-Reihe treten die Strogg, ein aggressives Volk von Cyborgs, als Gegner auf.
- In Return to Castle Wolfenstein (2001) experimentiert die SS mit Cyborg-Technologie, um den „Übersoldaten“ zu erschaffen.
- In mehreren Strategiespielen treten Cyborgs als spezielle Kampfeinheiten auf, beispielsweise in Command & Conquer: Tiberian Sun und in der Empire-Earth-Reihe in den futuristischen Epochen.
- In Syndicate (1993) werden Menschen durch Konzerne verschleppt und zu Cyborgs umgebaut, um neue Agenten zu erhalten. Diese können im Verlauf des Spiels mit neuen Körper-Upgrades und Waffen ausgestattet werden.
- In System Shock und dessen Nachfolger lässt sich das Alter Ego des Spielers mit kybernetischen Modulen aufrüsten, außerdem sind einige der Gegner Cyborgs.

In manchen Spielen werden, um Lizenzfreigaben und Altersbeschränkungen einzuhalten, die Menschen als Cyborgs bzw. Androiden dargestellt.

### Musik
- 1973 – Die LP Cyborg des Elektronik-Musikers Klaus Schulze
- 1979 – Das Lied Sy Borg des Musikers Frank Zappa (LP: Joe’s Garage)
- 1998 – Das Lied Cyborg des Rockmusikers Brian May
- 2000 – Das Lied Cyborg des Rappers Prinz Pi
- 2008 – Das Lied Cyborg des Interpreten Thomas Mk2
- 2014 – Das Lied Error der koreanischen Boygroup VIXX

## Mensch-Maschine-Hybride in der Kunst

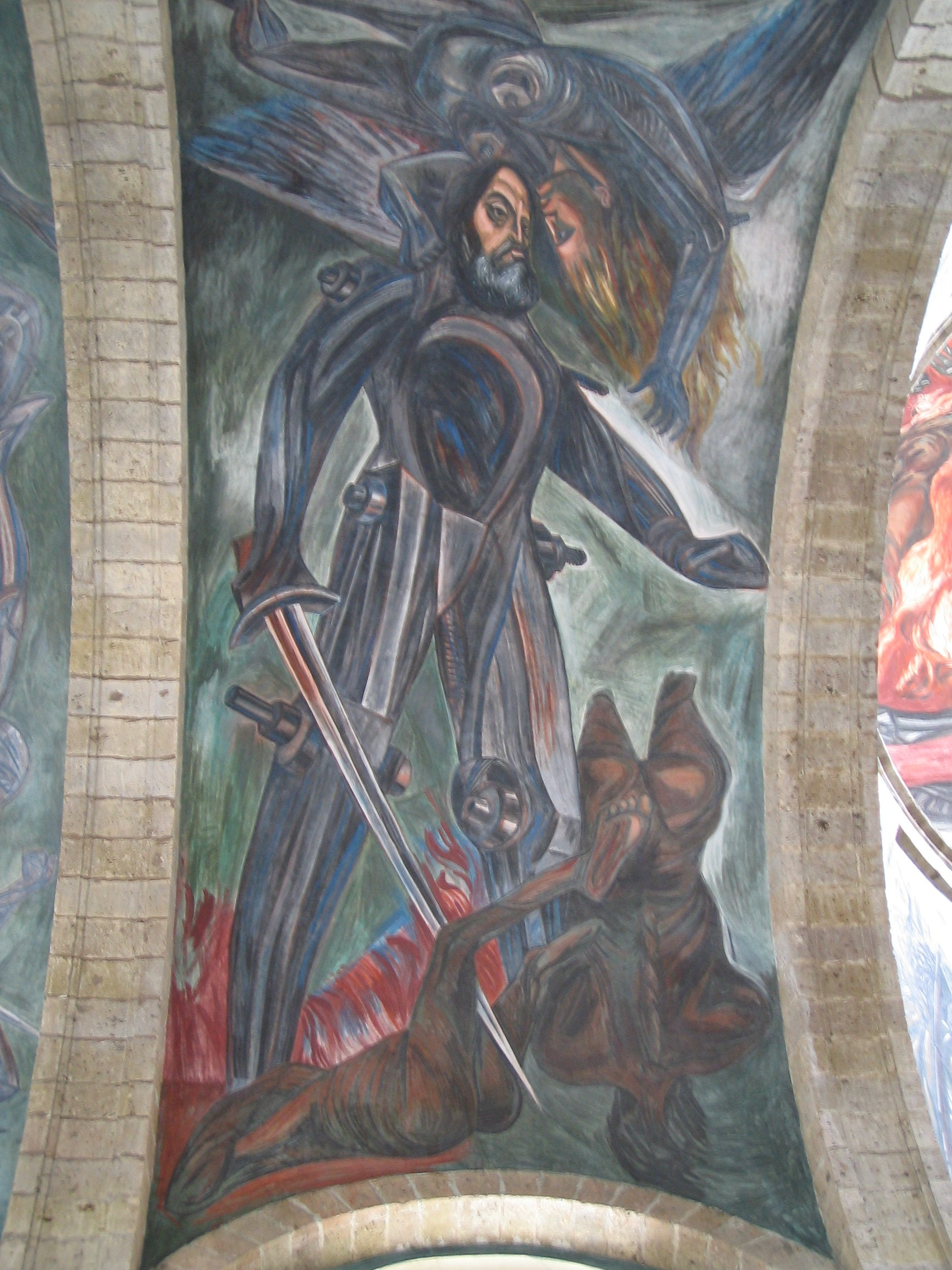
José Clemente Orozco – Hernán Cortés als Maschinenmensch (1938)

Mensch-Maschine-Mischwesen finden sich als Bildmotiv häufig in den Werken der Berliner Dada-Künstler der 1920er Jahre. Der Kunsthistoriker Matthew Biro spricht deshalb vom „Dada-Cyborg“ und weist darauf hin, dass der Cyborg als Bild und Konzept bereits in jener Zeit thematisiert wurde, unabhängig davon, dass die Bezeichnung an sich erst später erfunden wurde. Die neu entwickelte Technik der Fotomontage, bei der vorhandene Bildmaterialien zerschnitten und die Einzelteile zu neuen Bildern zusammengefügt werden, bot sich zur Erschaffung von Mischwesen an. Unter den Eindrücken der Hochindustrialisierung in Deutschland und der zunehmenden Technisierung der Gesellschaft kombinierten die Dadaisten in den Montagen Menschen- und Maschinenteile. Beispiele sind Raoul Hausmanns Fotomontage „Tatlin lebt zu Hause“ (1920), das „Selbstporträt des Dadasophen“ (1920) oder „Das schöne Mädchen“ (1919/20) von Hannah Höch. Die in der Materialschlacht des Ersten Weltkriegs verstümmelten Invaliden mit ihren Prothesen waren ein weiteres Thema, das in diesem Zusammenhang eine Rolle spielte, beispielsweise bei der Collage „Ein Opfer der Gesellschaft“ (1919) von George Grosz.
In den 1970er-Jahren entwickelte der Schweizer Künstler HR Giger einen eigenen Stil, indem er biologisch-organische und technische Formen miteinander verschmolz. Die von ihm geschaffenen Figuren bezeichnet er als „Biomechanoide“.
Der Medien- und Performance-Künstler Stelarc geht einen Schritt weiter, indem er in seinen Aktionen seinen eigenen Körper mit moderner Technik verbindet und somit zeitweise zu einem realen Cyborg wird.

## Mensch-Maschine-Hybride aus evolutionärer Sicht
Hans Hass formulierte 1994 eine naturwissenschaftliche Sicht auf die von ihm „Hyperzeller“ genannten Mensch-Maschine-Hybride. Sie können ihren biologischen Zellkörper durch künstliche Artefakte erweitern und damit ihren Leistungskörper erweitern. Die Theorie der Hyperzeller oder des „Homo Proteus“, wie Hass den Mensch-Maschine-Hybrid zur Unterscheidung vom Homo sapiens nannte, setzt dort an, wo Charles Darwins Theorie aufgehört hat, und befasst sich mit dem Verlauf der Evolution über den Menschen hinaus.

## Dokumentation
- Werden Menschen bald zu Cyborgs? Regie: Boris Geiger, BR, Deutschland, 30 Minuten, 2024